# Halimatu Ayinde
Halimatu Ibrahim Ayinde (16 maggio 1995) è una calciatrice nigeriana, centrocampista del Rosengård e della nazionale nigeriana.

## Carriera

### Club
Halimatu Ayinde è stata ingaggiata dalla squadra statunitense Western New York Flash il 15 giugno 2015 dalla squadra nigeriana Delta Queens. Ha fatto il suo debutto nella partita finita con la sconfitta di 1-0 contro lo Houston Dash, essendo stata sostituita al 79º minuto. Dopo aver trascorso una stagione con la squadra, durante la quale ha collezionato nove presenze, è stata rilasciata il 12 maggio 2016. Nel corso della sua prima stagione con il Flash, ha ammesso di non aver raggiunto le performance aspettate, ma ha ritenuto che fossero migliorate nella stagione 2016, segnando contro una squadra presentata dall'Università del Vermont. Questo ha influenzato la sua selezione per la nazionale di calcio femminile della Nigeria, mancando la partita contro il Senegal.
Successivamente, più tardi quell'anno, si è unita al FK Minsk, partecipante alla massima divisione del campionato bielorusso, facendo il suo debutto nella vittoria per 3-0 sul Babrujčanka il 2 settembre. È stata una delle tre giocatrici del Minsk a segnare nel corso della partita, e ha continuato a giocare per la squadra nelle partite della UEFA Women's Champions League. La sua forma fisica si è mantenuta nei primi incontri, segnando l'unico gol in una partita esterna contro Nadezhda SDJuShOR-7 Mogilev alla sua terza partita per il Minsk.

### Nazionale
Ha fatto parte della squadra nazionale della Nigeria alla FIFA Women's World Cup 2015 e la squadra vincitrice dell'Africa Women's Championship 2014. Nel 2019 è stata selezionata nella nazionale nigeriana per il campionato mondiale femminile di calcio 2019 in Francia.

## Palmarès

### Club
- Campionato svedese: 1

Rosengård: 2022

### Nazionale
- Coppa d'Africa: 3

2014, 2016, 2018
- Campionato mondiale under 20: 2

2014